# Ulica Edwarda Gibalskiego w Warszawie
Ulica Edwarda Gibalskiego – ulica w dzielnicy Wola w Warszawie. 

## Przebieg
Rozpoczyna się na skrzyżowaniu z ul. Żytnią, a następnie krzyżuje się z ul. Henryka Barona i Józefa Mireckiego. Kończy się ślepo przy murze cmentarza żydowskiego, przechodząc w odnogę ul. Mordechaja Anielewicza zakończoną parkingiem.
Ulica osiedlowa, jednojezdniowa, na całej długości chodniki po obu stronach jezdni, nie ma ścieżki rowerowej. W początkowej części ulicy dominuje zwarta, czterokondygnacyjna zabudowa. Ciągi kamienic znajdują się po obu stronach ulicy. W końcowej części dwa punktowe, 11-kondygnacyjne wieżowce. W miejscu, w którym wybudowano wieżowce według mapy z 1939 znajdowało się boisko.

## Nazwa
Patronem ulicy jest Edward Gibalski (1886-1915), bojowiec PPS, oficer Legionów. Nazwa ulicy została nadana 1 stycznia 1939
Rejon okolicy ulicy Edwarda Gibalskiego nazywany jest zwyczajowo Gibalakiem. Gibalak znalazł odzwierciedlenie w twórczości Antoniego Murackiego, w piosence pt. Mój Gibalak. Muracki pochodzi z Woli, z ul. Gibalskiego

## Ważniejsze obiekty
- Dom studencki nr 2 Warszawskiego Uniwersytetu Medycznego (główne wejście od ul. Karolkowej)
- Siedziba Fundacji Rodziny Nissenbaumów i Gminy Wyznaniowej Starozakonnych
- Pomnik Wspólnego Męczeństwa Żydów i Polaków